# Ґратка Ліча
Ґратка Ліча — ґратка певного типу в 24-вимірному просторі.

## Побудови

### Побудова через код Голея
Гратку Ліча можна визначити за допомогою коду Голея {\displaystyle {\mathcal {C}}} типу {\displaystyle [24,12,8]} як образ при стисканні в {\displaystyle 2{\sqrt {2}}} разів множини векторів {\displaystyle (a_{1},\dots ,a_{24})\in \mathbb {Z} ^{24}} таких, що
{\displaystyle a_{1}+a_{2}+\cdots +a_{24}\equiv 4a_{1}\equiv 4a_{2}\equiv \cdots \equiv 4a_{24}{\pmod {8}}}
і для кожного класу j лишків за модулем 4 двійкове 24-бітове слово v, задане як
{\displaystyle v_{i}={\begin{cases}1,&a_{i}\equiv j{\pmod {4}},\\0,&a_{i}\not \equiv j{\pmod {4}},\end{cases}}}
належить {\displaystyle {\mathcal {C}}}.

### Побудова через псевдоевклідів простір сигнатури (25,1)
Гратку Ліча можна побудовати за допомогою псевдоевклідового простору сигнатури (25,1). А саме, в цьому просторі розглядають парну унімодулярну ґратку {\displaystyle \mathrm {II} _{25,1}}, що складається з векторів {\displaystyle (x_{0},\dots ,x_{25})}, у яких усі координати одночасно цілі або одночасно напівцілі, і при цьому {\displaystyle x_{0}+\dots +x_{24}-x_{25}\in 2\mathbb {Z} }, інакше кажучи, скалярний добуток із вектором зі всіх одиниць парний.
Такій ґратці належить ізотропний вектор {\displaystyle u=(0,1,\dots ,24,70)}. Зазначимо, що через ізотропність {\displaystyle u\in \langle u\rangle ^{\perp }} тому можна розглянути фактор-простір {\displaystyle \langle u\rangle ^{\perp }/\langle u\rangle }. Обмеження скалярного добутку на цей факторпростір (знову-таки, через ізотропність {\displaystyle u}) коректно визначене та виявляється додатно визначеним. Образ {\displaystyle (\langle u\rangle ^{\perp }\cap \mathrm {II} _{25,1})/\langle u\rangle } перетину початкової ґратки з ортогональним доповненням за такої факторизації і буде ґраткою Ліча в отриманому 24-вимірному евклідовому просторі.

## Властивості
- Ґратка Ліча є парною самодвоїстою (зокрема, унімодулярною) ґраткою з довжиною найкоротшого вектора рівною 2.
- Ґратка Ліча реалізує найбільше можливе[2][3] контактне число в розмірності 24. Її контактне число дорівнює[2][3] 196560.
- Ґратка Ліча реалізує щільне[4][5] пакування куль у розмірності 24. Щільність пакування ґратки Ліча становить {\displaystyle {\tfrac {\pi ^{12}}{12!}}\approx 0.001930}.
- Група автоморфізмів ґратки Ліча — група Конвея Co0. Вона включає деякі спорадичні групи, зокрема Co1 як фактор-групу Co0 за інверсією простору, Co2[en] і Co3[en] як підгрупи. Група Конвея має порядок 8 315 553 613 086 720 000. Хоча обертова симетрія ґратки Ліча дуже висока, її група автоморфізмів не включає жодних відбиттів; іншими словами, ґратка Ліча хіральна.